# Adam Renheim
Adam Renheim född 1989 i Lima, är en svensk professionell skotercrossförare med bland annat sex VM-guld på meritlistan.

## SM i skotercross
Renheim har tävlat i skotercross ända sedan har var gammal nog för att få gå in i ungdomsklassen. Efter flera år i toppen släppte det på riktigt när han tog sitt första SM-guld i högsta skotercrossklassen Pro Open. Följande säsong gick ännu bättre när han tog storslam: Guld SM i skotercross, Guld i SM i stadioncross, Guld i VM, Guld i Arctic Cat Cup. Den enda stora tävling Renheim inte vann det året var Clash of nations. Även 2014 vann han SM i skotercross och i finalen utklassade han allt motstånd genom att vinna alla tre finalheaten överlägset.

## VM i skotercross

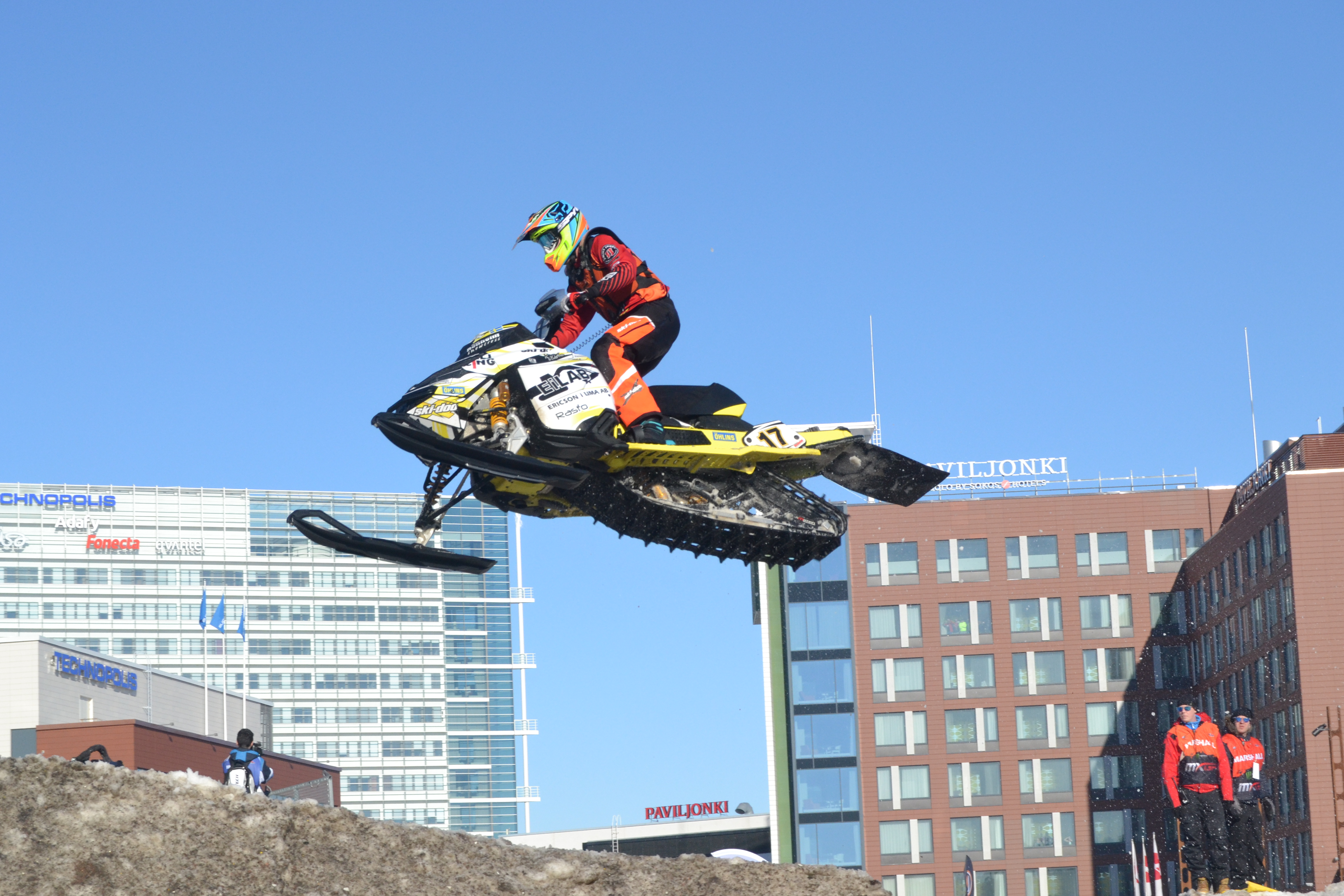
Renheim i VM-deltävling i Jyväskylä år 2016

2012 var första året han stod på pallen och då på tredje plats efter Tucker Hibbert och Petter Nårsa. Men redan året därpå tog Renheim sitt första VM-guld före Petter Nårsa och Christian Logan. Han försvarade VM-guldet 2014 före Emil Öhman och Nisse Kjellström.  Efter att ha varit inblandad i en startkrasch vid VM-finalheatet i Älvsbyn 2015 blev han utan medalj. Men 2016 blev det VM-guld igen då han först vann VM-deltävling 1 i Jyväskylä i Finland och sedan deltävling 2 i Alta i Norge. Det blev ytterligare VM guld i Älvsbyn 2017, och 2018 i Levi Finland. 2019 erövrar Adam sitt 6:e VM Guld i Boden.

## Tävlingar i USA
Renheim har även tävlat i Amsoil Championship Snocross (ISOC-serien) i USA och i X-games. I Amsoil Championship Snocross blev han totaltia i klassen Pro Open säsongen 2014–2015 och säsongen 2015–2016 blev han totalfyra. Under serien tog han dessutom flera pallplatser. I X-games har Renheim tagit silver 2016 och 2017.

## Meriter

### VM i skotercross
- 2019 Guld
- 2018 Guld
- 2017 Guld
- 2016 Guld
- 2014 Guld
- 2013 Guld
- 2012 Brons

### AMSOIL Championship Snocross Total placering
- 2020 Skadad
- 2019 4:e
- 2018 5:a
- 2017 9:e
- 2016 4:e
- 2015 10:a

### X-games
- 2017 Silver
- 2016 Silver

### SM i skotercross
- 2014 Guld
- 2013 Guld
- 2012 Guld
- 2011 Brons

### SM i stadioncross
- 2018 Guld
- 2013 Guld
- 2012 Silver
- 2011 Silver

### Arctic Cat Cup
- 2019 Guld
- 2014 Guld
- 2013 Guld
- 2012 Silver